# Внутреннее колесо
Внутреннее колесо (англ. Inner Wheel) — международная женская организация.
Организация основана в Манчестере, Великобритания, с целью создавать дружбу, служение и взаимопонимание среди женщин мира, представляет собой сеть клубов в более чем 100 странах и насчитывает более 100 000 членов.

## История
Организация была основана 10 января 1924 года Маргарет Голдинг, медсестрой, деловой женщиной и женой манчестерского ротарианца. Она с 26 другими женами ротарианцев вышла с этой инициативой на встрече в ноябре 1923 года.
Первое собрание Внутреннего колеса состоялось 10 января 1924 года. Хелена Фостер (Helena Foster) была президентом организации в 1969–70 годах и в честь этой даты учредила «Международный день внутреннего колеса» (англ. International Inner Wheel Day). Первоначально организация была создана для жен и дочерей ротарианцев. Впоследствии условие членства в Ротари клубах было снято. Постепенно другие группы сформировались в клубы «Внутреннее колесо».

В 1934 году была сформирована Ассоциация клубов «Внутреннее колесо» в Великобритании и Ирландии (англ. Association of Inner Wheel Clubs in Great Britain and Ireland).

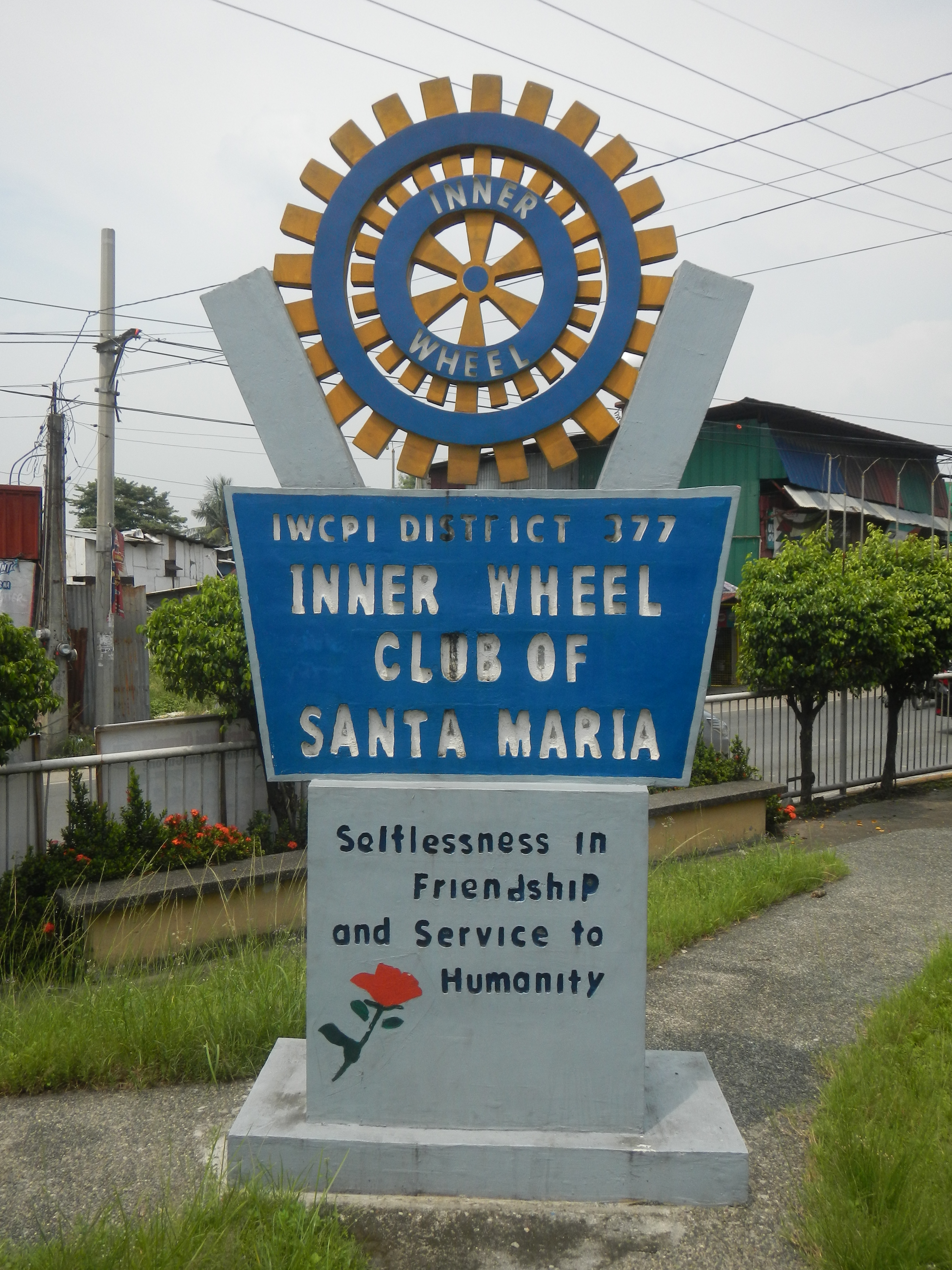
Внутреннее колесо на Филиппинах

## Структура
В 1967 году было учреждено Международное внутреннее колесо (англ. International Inner Wheel). Клубы сгруппированы в округа по двадцать девять округов в Великобритании и Ирландии. Большинство клубов встречаются ежемесячно, часто с выступающим на собрании, но члены встречаются регулярно. Клубы собирают и жертвуют деньги в благотворительные организации.

## Членство
В соответствии с решением, принятым на Международной конвенции организации в 2012 году, членство было открыто для всех женщин старше 18 лет.

## Статистика
В 2008 году организация насчитывала более 100 000 членов в 102 странах и была одной из крупнейших женских организаций с консультативным статусом при Организации Объединённых Наций .